# 2008年夏季奥林匹克运动会中国乒乓球队
参加2008年北京夏季奥林匹克运动会的中国乒乓球队一行共计16人，其中运动员6人，官员与工作人员10人；领队刘凤岩，副领队黄飚，主教练刘国梁。

## 人员构成
官员与工作人员（10人）：

领队：刘凤岩，副领队黄飚；
 
教练（6人）：刘国梁、李晓东、吴敬平、施之皓、李隼和孔令辉；
 
管理：张晓蓬，医生：尚学东。
运动员（6人）：
 
男运动员：王皓、馬琳和王勵勤

女运动员：張怡寧、郭躍和王楠

## 参赛项目
奥运比赛项目上，1988年汉城奥运会始设乒乓球比赛，从1988年到2004年五届奥运会均设立男子单打、男子双打、女子单打和女子双打4个小项，2008年北京夏季奥林匹克运动会乒乓球比赛调整为男子单打、男子团体、女子单打和女子团体4个小项。
中国乒乓球队一直保持为世界最强队位置，1988年汉城奥运首次获2金2银1铜共计5枚奖牌好成绩，1996年亚特兰大、2000年悉尼奥运会全部囊括该项目的金牌，2004年雅典奥运会中国乒乓球队获得3金1银2铜共计6枚奖牌。本次比赛中国队共有3男3女共计6名运动员分别获得男子单打、女子单打和男子团体、女子团体的竞技，共计8个参赛席位。

## 女子团体

### 女子团体小组赛
| 时间         | 比赛双方       | 总比分 | 各局小分 |
| 8月13日10:00 | 中国Vs克罗地亚 | —:—    | —        |
| 8月13日14:30 | 中国Vs多米尼加 | —:—    | —        |
| 8月14日14:30 | 中国Vs奥地利   | —:—    | —        |

#### 中国Vs克罗地亚
| 乒乓球女子团体小组赛（中国Vs克罗地亚） 比赛时间：2008年8月13日（北京大学体育馆） 总比分：中国Vs克罗地亚3:0 |                               |        |                      |
| 中国参赛选手                                                                                               | 克罗地亚参赛选手              | 场次分 | 场次小分             |
| 张怡宁 | 塔玛拉·鲍罗斯                 | 3:0    | 11:4 11:2 11:6       |
| 王楠 | 安德烈娅·巴库拉               | 3:1    | 10:12 11:5 11:4 11:9 |
| 郭跃 张怡宁                                                                                                | 桑德拉·保维奇 安德烈娅·巴库拉 | 3:0    | 11:3 11:2            |

#### 中国Vs多米尼加
| 乒乓球女子团体小组赛（中国Vs多米尼加） 比赛时间：2008年8月13日（北京大学体育馆） 总比分：中国Vs多米尼加3:0 |                      |        |                |
| 中国参赛选手                                                                                               | 多米尼加参赛选手     | 场次分 | 场次小分       |
| 张怡宁 | 连茜                 | 3:0    | 11:9 11:3 11:7 |
| 郭跃 | 吴雪                 | 3:0    | 11:2 11:8 11:4 |
| 王楠 张怡宁                                                                                                | 乔安尼·瓦尔德兹 连茜 | 3:0    | 11:4 11:2      |

## 男子团体赛

### 男子团体小组赛
| 乒乓球男子团体小组赛 比赛地点：北京大学体育馆 |                |        |          |
| \| 时间 \| 比赛双方 \| 总比分 \| 各局小分 \| \| 8月13日14:30 \| 中国Vs希腊 \| —:— \| — \| \| 8月14日10:00 \| 中国Vs澳大利亚 \| —:— \| — \| \| 8月14日19:30 \| 中国Vs奥地利 \| —:— \| — \| |                |        |          |
| 时间 | 比赛双方       | 总比分 | 各局小分 |
| 8月13日14:30 | 中国Vs希腊     | —:—    | —        |
| 8月14日10:00 | 中国Vs澳大利亚 | —:—    | —        |
| 8月14日19:30 | 中国Vs奥地利   | —:—    | —        |

#### 中国Vs希腊
| 乒乓球男子团体小组赛（中国Vs希腊） 比赛时间：2008年8月13日（北京大学体育馆） 总比分：中国Vs希腊3:0 |                   |        |                |
| 中国参赛选手                                                                                       | 希腊参赛选手      | 场次分 | 场次小分       |
| 马琳                                                                                               | 吉尤尼斯          | 3:0    | 11:5 11:3      |
| 王皓                                                                                               | 格林卡            | 3:1    | 11:9 8:11 11:8 |
| 王励勤 王皓                                                                                        | 齐奥卡斯 吉尤尼斯 | 3:1    | 9:11 11:7 11:8 |